# Accord de libre-échange entre le Costa Rica et la Chine
L'accord de libre-échange entre l'Australie et la Chine est un accord de libre-échange signé en avril 2010 et qui a pris effet le 1er août 2011. Les négociations pour l'accord ont débuté en janvier 2009. L'accord supprime 60 % des droits de douane entre les deux pays immédiatement après sa mise en application et supprime approximativement 30 % des droits de douane entre les deux pays de manière progressive durant une durée pouvant aller jusqu'à 15 ans. L'accord inclut une ouverture des services entre les deux pays.